# 東京NEWS21時
『東京NEWS21時』（とうきょうニュースにじゅういちじ）は、東京メトロポリタンテレビジョン（東京MXテレビ）が1999年4月1日から2000年6月30日まで放送したローカルニュースである。

## 概要
1995年11月1日の開局当初から1999年3月31日まで全時間帯を通して『東京NEWS』という名称で放送していたが、1999年4月改編で報道枠を大幅に縮小し、朝は『白沢みきのモーニングTOKYO』を中心として、日中の定時スポットニュース、夕方は『イブニングTOKYO』、そして夜間は『東京NEWS21時』などに再編された。
とことん東京にこだわり、その日のトップニュース以下、たっぷりとニュースをお伝えする。行動する編集長の鈴木哲夫がホットな現場に出掛け、自ら取材し、リアルタイムで検証する。

## 放送時間
- 平日21:00 - 21:55[注 1]

## 放送内容
- スポーツコーナー

FC東京、熱烈なファン層を誇る阪神タイガースの最新情報を高瀬有紀子が切れ味鋭く伝える。共同通信社運動部・阪神担当記者の神田洋が声の生出演をする「今週のノムさん」など、他局にない企画もお届けする。

## 出演者

### アンカーマン
- 鈴木哲夫（東京MXテレビニュースデスク、東京ニュースセンター編集長、報道制作部長〈※当時〉）

### キャスター
- 古賀久美子（東京MXテレビアナウンサー〈※当時〉）

### スポーツキャスター
- 高瀬有紀子（東京MXテレビアナウンサー〈※当時〉）
- 神田洋（共同通信社運動部・阪神担当記者、「今週のノムさん」声の出演）